# Dolenjci
Dolenjci – wieś w Słowenii, w gminie Črnomelj. W 2018 roku liczyła 91 mieszkańców.